# 梅瑟靈山
47°08′20″N 12°30′32″E / 47.138951°N 12.508910°E

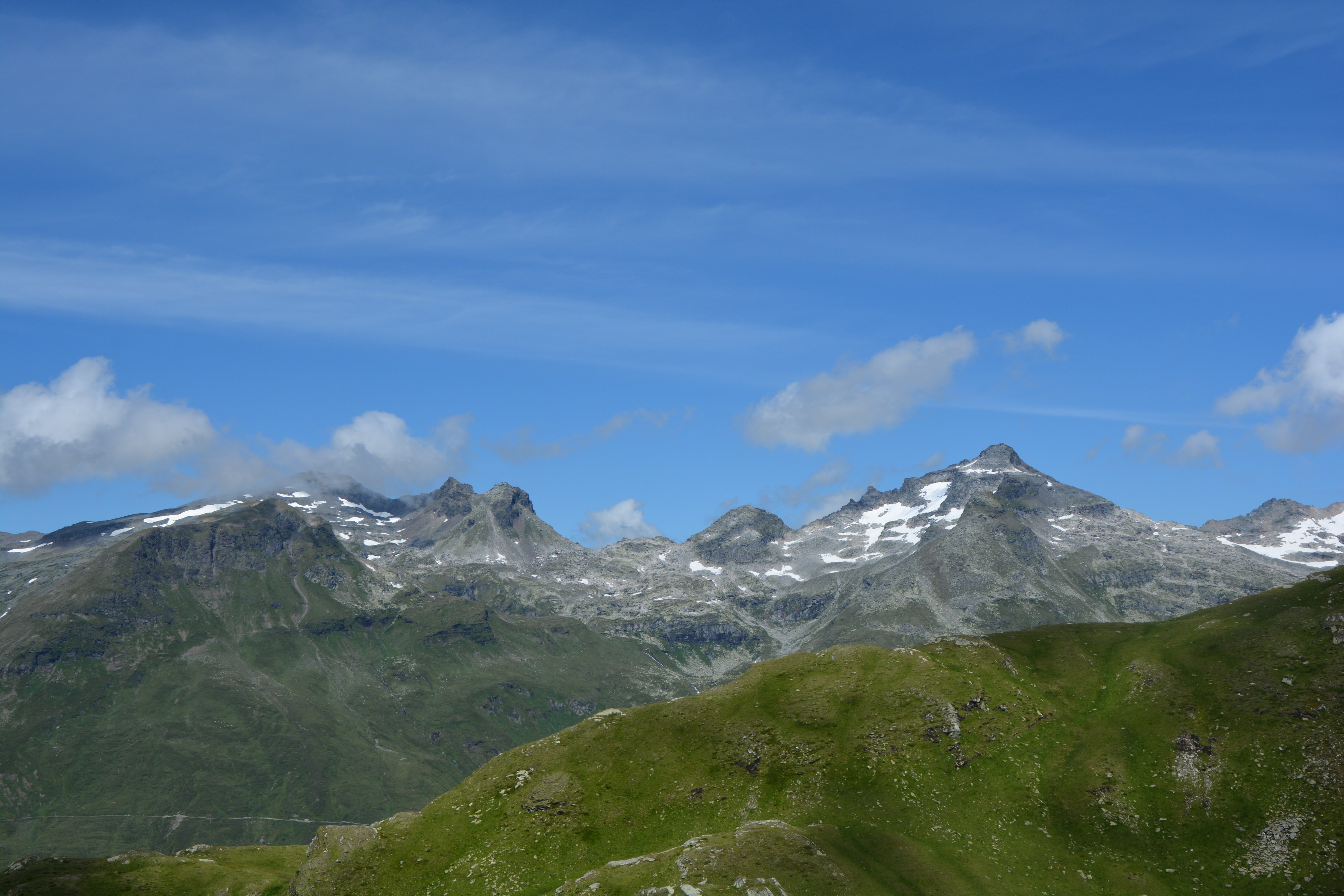

梅瑟靈山（德語：Messeling），是奧地利的山峰，位於該國西部，由蒂羅爾州負責管轄，屬於格拉納特山脈的一部分，距離霍赫加瑟山1公里，海拔高度2,693米，每年平均降雨量2,073毫米。